# ダイヤメット
株式会社ダイヤメット（DIAMET CORPORATION.）は。新潟県新潟市に本社を置き、自動車部品の焼結機械部品や粉末冶金製品の製造を手掛けている企業。

## 概要
前身は、1944年に操業を開始し、焼結部品事業を手掛けていた三菱マテリアル新潟工場。2005年12月に、三菱マテリアル新潟工場を分社化し、プランゼー・ホールディングとの共同出資で三菱マテリアルPMG株式会社として設立し、三菱マテリアル新潟工場が行っていた事業を引き継いだ。2008年2月期には267億6500万円の売り上げがあった。
2009年12月にプランゼー・ホールディングとの合弁を解消し、三菱マテリアルの完全子会社となったと同時に商号を株式会社ダイヤメットへ変更。その後は自動車向け需要の緩やかな縮小により売り上げは徐々に落ち込んだ。これに追い打ちをかけるかのように、2016年と2018年には検査データを改ざんした上で、検査不適合品を出荷したことによる対応と品質保証体制整備費用により、2017年3月期以降は赤字決算や債務超過が続き、三菱マテリアルから金融支援を受けることになった。2020年3月期における債務超過額は177億771万円にまで膨らんでいた。
このため、三菱マテリアルは2020年9月29日に、ダイヤメット全株式をエンデバー・ユナイテッド2号投資事業有限責任組合へ譲渡することに基本合意。同年11月25日にダイヤメット全株式を同年12月4日付でエンデバー・ユナイテッド2号投資事業有限責任組合へ譲渡することに最終合意し、ダイヤメット全株式は予定通り同年12月4日付でエンデバー・ユナイテッド2号投資事業有限責任組合へ譲渡されたと同時に、三菱マテリアルグループから離脱した。
ダイヤメットは、債務超過で財政状態が悪化していたことや、2020年12月に返済期限が迫っていた三菱マテリアルから借り入れた551億5100万円の返済が不可能となったことから、株式譲渡の17日後である同年12月21日に、子会社であるピーエムテクノと共に東京地方裁判所へ民事再生法適用を申請。同日付で保全処分及び監督命令を受けた。負債総額は2社合計で603億9700万円。以前の親会社であった三菱マテリアルは、東京商工リサーチの取材に対して「法的処理を選択するか否かはエンデバー・ユナイテッドが決めること」とコメントした。
2020年12月24日に債権者説明会が新潟市内で行われ、申請代理人は「一般の商取引債権は全額弁済するが、債権残高が2000万円を超える大口取引先への支払いは遅れる可能性がある」「2020年12月28日に民事再生手続開始決定を受ける予定であり、2021年3月に再生計画案を提出する予定」とコメントした。エンデバー・ユナイテッドが民事再生スポンサーとなり再建を進め、2021年8月6日付で東京地方裁判所からダイヤメットとピーエムテクノは民事再生手続きの終結決定を受けた。エンデバー・ユナイテッド以外の債権を全額返済したほか、エンデバー・ユナイテッドが一部債権放棄し、債務超過を解消したという。

## 事業所
- 本社・新潟事業所 - 新潟県新潟市東区小金町3-1-1
- 藤岡工場 - 群馬県藤岡市牛田700 牛田工業団地内
- 東日本営業所 - 東京都墨田区横網1-6-1 国際ファッションセンタービル7階
- 中部・西日本営業所 - 愛知県安城市三河安城町1-4-4 カリツービル5階

## 沿革
- 2005年12月1日 - 三菱マテリアル新潟工場を分社化する形で三菱マテリアルPMG株式会社として設立。
- 2009年12月 - 商号を株式会社ダイヤメットへ変更。
- 2016年・2018年 - 品質不正問題が明るみとなる。
- 2020年
  - 12月4日 - 株式譲渡により、エンデバー・ユナイテッド2号投資事業有限責任組合の完全子会社となる。
  - 12月21日- 東京地方裁判所へ民事再生法適用を申請。同日付で保全処分及び監督命令を受ける。
- 2021年8月6日 - 東京地方裁判所が民事再生手続きの終結を決定。

## 子会社
- 株式会社ピーエムテクノ
- 広東達宜明粉末冶金有限公司
- DIAMET KLANG (MALAYSIA) Sdn., Bhd.